# Goniothalamus kinabaluensis
Goniothalamus kinabaluensis este o specie de plante din genul Goniothalamus, familia Annonaceae, descrisă de Nguyên Tiên Bân și Mat-salleh. Conform Catalogue of Life specia Goniothalamus kinabaluensis nu are subspecii cunoscute.